# Peter e a sua caixa de brinquedos

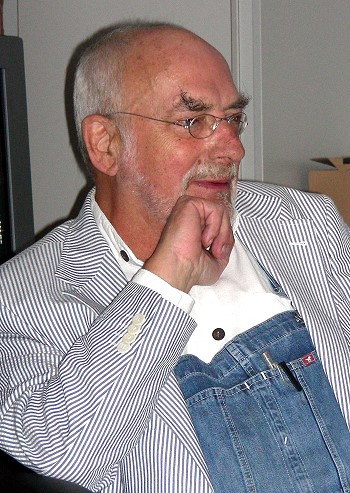
Peter Lustig em Outubro de 2005

Löwenzahn (Peter e sua caixa de brinquedos, no Brasil) é uma série de televisão infantil e educativa, produzido e veiculado pela emissora pública alemã ZDF .
No Brasil foi exibido pela TV Cultura entre 1992 e 1993 com o título "Peter e sua caixa de brinquedos".
Originalmente concebido e apresentado por Peter Lustig (um senhor calvo, vestindo óculos e macacão que era sua marca registrada). O primeiro episódio na TV alemã foi ao ar em 7 de janeiro de 1979 com a série intitulada Pusteblume. O primeiro episódio da série renomeada para Löwenzahn foi ar em 24 de março de 1981 no canal ZDF. Após a aposentadoria relacionada à saúde de Peter Lustig, o programa foi assumido pelo ator Guido Hammesfahr, em outubro de 2006. 
Cada episódio de 30 minutos é dedicado a um assunto ou tema separado e consiste principalmente de assuntos relacionados a ciência, física e informação. Os temas são explicados e explorados, com intuito de educar de forma amigável exemplificando coisas da vida cotidiana, trabalhos do dia a dia e assuntos complexos. Ela abrange uma ampla variedade de tópicos como tecnologia, indústria e coisas banais como serviço postal por exemplo. Este programa de TV de certa maneira era inovador, já que não existia séries como Beakman's World (O Mundo de Beakman) na época em que foi lançado.
O programa continua no ar até hoje na Alemanha, mas sem  Peter Lustig .